# Наштеттен
Наштеттен (нім. Nastätten) — місто в Німеччині, розташоване в землі Рейнланд-Пфальц. Входить до складу району Рейн-Лан. Центр об'єднання громад Наштеттен.
Площа — 13,02 км2. Населення становить 4265 ос. (станом на 31 грудня 2020).